# Dover (Nutzfahrzeugmarke)
Dover war eine Lkw-Marke, die der Hudson Motor Car Co. in Detroit gehörte. Hudson brachte die Marke im Juli 1929 als Dover built by Hudson Motors heraus.
Bei ihrer Einführung waren folgende Aufbauten verfügbar: Plane, Pritsche mit Dach, Pritsche ohne Seitenwände, Pritsche mit Seitenwänden und Fahrgestell. Die Preise schwankten zwischen 595 US-$ und 695 US-$. Andere Lkw-Aufbauten wurden von Hercules in Evansville (Indiana) hergestellt.
Der größte Kunde für Dover war die US-amerikanische Post, die die Lkw für die Briefverteilung und als Lieferfahrzeuge einsetzte. Dover-Lkw waren sehr langlebig; US Mail benutzte einige dieser Fahrzeuge bis in die späten 1950er-Jahre.
Die Marke Dover wurde 1930 oder 1931 wieder vom Markt genommen; die Aufzeichnungen von Hudson sind in diesem Punkt nicht so genau. Es haben nicht viele Fahrzeuge überlebt, der einzige restaurierte Postauslieferungswagen gehört einem Sammler in Michigan.